# GameKeepers
GameKeepers is een Belgisch programma, gemaakt door productiehuis Studio 100 in een co-productie met Ketnet. De eerste aflevering werd in september 2021 uitgezonden op Ketnet, in 2024 werd het laatste seizoen uitgezonden. In 2022 kwam er een gelijknamige stripserie in de winkels.

## Verhaal
Een groep tieners woont onder toeziend oog van een conciërge in een villa die de naam Villa Forêt draagt. In dit bijzonder gebouw zit een computerspel, Game Quest, ingebouwd dat steeds opnieuw gespeeld en gewonnen moet worden door twee van de tieners, de hoofdpersonages Mats en Sari, die over bijzondere gaven blijken te beschikken. Indien zij falen dan kan de boosaardige GameMaster Cordelia uit het spel ontsnappen naar de echte wereld.

## Rolverdeling
| Personage           | Acteur/actrice    | Seizoen |
| ------------------- | ----------------- | ------- |
| Mats Vennix         | Andres Doise      | 1-4     |
| Sari Montero        | Naomi Janssens    | 1-2     |
| Sari Montero        | Imea Denooze      | 3-4     |
| Lelia               | Jamie Sou         | 1-4     |
| Idris Tahiri        | Antar Latifine    | 1-4     |
| Pepper Camerlynck   | Jozefien Grossen  | 1-4     |
| Quinten Camerlynck  | Mathias Mesmans   | 1-4     |
| Lizzy Boukema       | Manou Jue Cardoso | 1-4     |
| Jacob Parmentier    | Erik Burke        | 1-4     |
| Cordelia Parmentier | Kim Van Oncen     | 4       |

## Afleveringen
| Nr. | Titel            | Uitzenddatum      |
| --- | ---------------- | ----------------- |
| 1   | Ready Set Play   | 8 september 2021  |
| 2   | Level Rex        | 15 september 2021 |
| 3   | Space Tower      | 22 september 2021 |
| 4   | Riddle Ruins     | 29 september 2021 |
| 5   | Dance Vibes      | 6 oktober 2021    |
| 6   | Leap of Faith    | 13 oktober 2021   |
| 7   | Asuru            | 20 oktober 2021   |
| 8   | Snow Globe       | 27 oktober 2021   |
| 9   | Blinded          | 3 november 2021   |
| 10  | Killer Asteroids | 10 november 2021  |

| Nr. | Titel                   | Uitzenddatum      |
| --- | ----------------------- | ----------------- |
| 1   | Zombie City             | 7 september 2022  |
| 2   | Chronos Quest           | 14 september 2022 |
| 3   | The House of GameMaster | 21 september 2022 |
| 4   | Spiders Web             | 28 september 2022 |
| 5   | Playground Terror       | 5 oktober 2022    |
| 6   | Pirate's Treasure       | 12 oktober 2022   |
| 7   | Robo Mission            | 19 oktober 2022   |
| 8   | Dead Zone               | 26 oktober 2022   |
| 9   | Rollercoaster           | 2 november 2022   |
| 10  | The Temple of Doom      | 9 november 2022   |

| Nr. | Titel                   | Uitzenddatum      |
| --- | ----------------------- | ----------------- |
| 1   | Wrong Reflections       | 6 september 2023  |
| 2   | Lost in the Deep        | 13 september 2023 |
| 3   | The Break-in            | 20 september 2023 |
| 4   | Bio Dome                | 27 september 2023 |
| 5   | Junk Yard               | 4 oktober 2023    |
| 6   | The Haunted Asylum      | 11 oktober 2023   |
| 7   | Evil Alien              | 18 oktober 2023   |
| 8   | Saved by the Schoolbell | 25 oktober 2023   |
| 9   | Flying Cubes            | 1 november 2023   |
| 10  | Orloff's Monster        | 8 november 2023   |

| Nr. | Titel                | Uitzenddatum      |
| --- | -------------------- | ----------------- |
| 1   | Black & White Magic  | 4 september 2024  |
| 2   | White Room           | 11 september 2024 |
| 3   | Live Run Lose Repeat | 18 september 2024 |
| 4   | The Sandman          | 25 september 2024 |
| 5   | Tickets Please       | 2 oktober 2024    |
| 6   | Soccer Race          | 9 oktober 2024    |
| 7   | Mission: Museum      | 16 oktober 2024   |
| 8   | Gameshow Madness     | 23 oktober 2024   |
| 9   | Who did it           | 30 oktober 2024   |
| 10  | End Game             | 6 november 2024   |